# Altes Komödienhaus (Aachen)

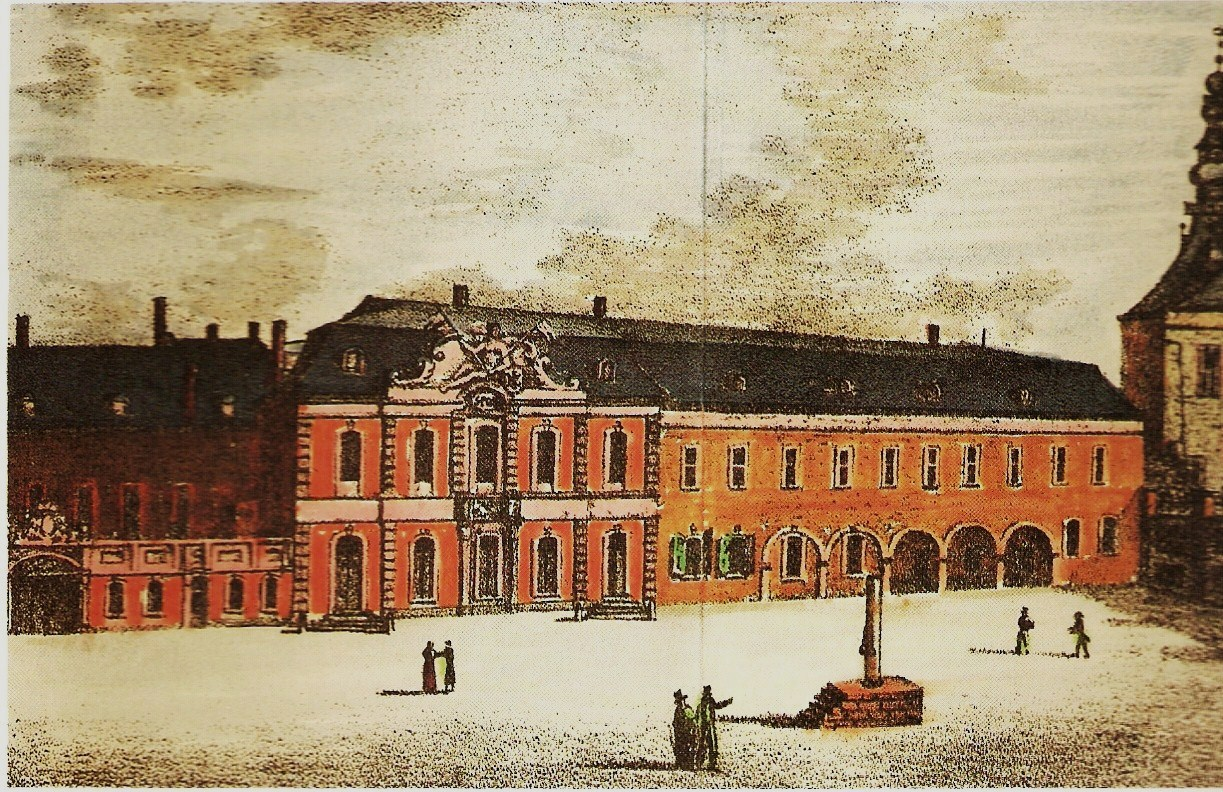
Altes Komödienhaus mit linksseitig angeschlossenem Gerichtsgebäude

Das Alte Komödienhaus war eine von Johann Joseph Couven in den Jahren 1748 bis 1751 zu einem Schauspielhaus umgebaute vormalige Tuchhalle auf dem Katschhof in Aachen. Bis zur Eröffnung eines neuen Theatergebäudes am 15. Mai 1825 diente das Komödienhaus als Aufführungsort für Bühnenwerke und Musiktheater und war damit das erste öffentliche Theater Aachens.

## Geschichte
Erste Pläne für einen Theaterbau datieren bereits aus dem Jahr 1714. Dieses neue Theater sollte die lange Tradition des Theaterspiels in Aachen entscheidend beleben. Ein erster Spielort befand sich seit Beginn des 17. Jahrhunderts in den Räumen des Jesuitengymnasiums und späteren Kaiser-Karls-GymnasiumS. Vor dem Hintergrund des internationalen reichsstädtischen Badewesens und auf Initiative der Gesandten des Aachener Friedenskongresses von 1748, und hier speziell durch den Grafen Wenzel Anton Kaunitz, wurde der Umbau des im 12. Jahrhundert erbauten Gewandhauses zu einem Haus der Komödie beschlossen. Damit war das Alte Schauspielhaus eine der ersten selbständigen Bühnen, die ihre Entstehung der Eigeninitiative von Bürgern verdankten. Die erste Vorstellung wurde am 19. September 1751 von einer Schauspielergruppe des Prinzen Wilhelm IV. von Oranien einen Monat vor seinem Tod dargeboten, der zu dieser Zeit in Aachen zur Kur weilte. Mit dem neuen Komödienhaus besaß Aachen noch vor Frankfurt (1782) und Köln (1783) ein eigenes Theater. Bis 1806 wurden die Vorstellungen im Wesentlichen durch die Böhm'sche Theatertruppe von Johann Heinrich Böhm, die als Wandertruppe auch mit eigenem Orchester anreiste, geprägt. Im Jahre 1785 boten sie beispielsweise dem Aachener Publikum im Bereich des Musiktheaters die Aufführung von Mozarts Oper Die Entführung aus dem Serail und 1794 seine Zauberflöte an sowie zwischenzeitlich 1791 als Aachener Erstaufführung Schillers Drama Die Räuber und 1792 Don Juan.
Während der Franzosenzeit sollte der Einfluss des deutschen Schauspiels zurückgedrängt werden. Vor Beginn und teilweise auch während der Vorstellungen wurden ab 1796 auf Anweisungen des Pariser Direktoriums republikanische Lieder, wie Ah! Ça ira und die Marseillaise abgespielt.
Der Theaterbau befand sich auf der westlichen Platzseite des Katschhofes zwischen dem Aachener Rathaus und dem Gerichtsgebäude, genannt die „Acht“. Für die regulären musikalischen Darbietungen am Komödienhaus waren zunächst Laienmusiker und später ein im Jahr 1804 reorganisiertes Harmoniekorps zuständig, welches unter der Leitung eines Musikdirektors stand und aus dem sich im Jahr 1852 das städtische Orchester und heutige Sinfonieorchester Aachen entwickelte. Die Verwaltung und Nutzung des Hauses war in den Jahren 1802–1818 dem Aachener Wohltätigkeitsbüro überlassen worden. Mehrfach konnte jetzt unter anderem die Schauspielergesellschaft von Josef Derossi für einige Auftritte verpflichtet werden, in dessen Ensemble sich auch der noch junge Albert Lortzing sowie seine zukünftige Ehefrau, die Schauspielerin Rosina Regina Ahles befand.
Da das Komödienhaus allseitig umbaut, überwiegend aus Holz und für Aufführungen im Winter unbrauchbar war, plante die französische Regierung des besetzten Aachens im Jahr 1802 im Zuge der Förderung des Kurwesens langfristig einen Theaterneubau. Der amtierende Maire von Aachen, Cornelius von Guaita, zog hingegen im Jahr 1820 eine Renovierung des Komödienhauses dem geplanten Neubau vor. Den Entwurf für den Um- und Ausbau übernahm der französische Architekt Jaques Cellerier (1742–1814), dessen Ausführung aber aufgrund massiven Geldmangels vorerst ebenso wenig wie ein möglicher Neubau realisiert werden konnte.
Nach Abzug der Franzosen und der Übernahme Aachens durch Preußen stand im Jahr 1815 das Theaterproblem erneut zur Debatte. Im Rahmen eines Besuches von Karl Friedrich Schinkel am 12. September 1816 in Aachen wurden ihm sowohl die Neubaupläne als auch die Entwürfe Celleriers zum Umbau des alten Schauspielhauses vorgelegt, die eine größere Tiefe und einen weiteren Rang vorsahen. In seinem Gutachten empfahl Schinkel zunächst den Umbau, aber nachdem im Juli 1816 König Friedrich Wilhelm III. das Grundstück des ehemaligen Kapuzinerklosters am Kapuzinerplatz der Stadt Aachen übergeben hatte, entschied sich der Stadtrat für den Neubau eines Theaters auf dem Areal des ehemaligen Klosters.
Der im Herbst 1818 nach Aachen einberufene Monarchenkongress und das damit einhergehende Rahmenprogramm sorgte jedoch für eine notdürftige Instandsetzung des Komödienhauses ohne Berücksichtigung der alten Pläne Celleriers. Stattdessen kam es nur zu notwendigen Reparaturen, Einrichtung einer Gasbeleuchtung, frischen Anstrich und Erstellung neuer Dekorationen für das Proszenium. Damit verschob sich das Neubauvorhaben des Theaters wiederum auf unbestimmte Zeit. Erst im Jahre 1822 wurde endgültig der Verkauf des alten Komödienhauses zur Finanzierung des Theaterneubaus beschlossen, dennoch sollte es bis zu dessen Fertigstellung erhalten bleiben. In dieser Zeit übernahm Friedrich Sebald Ringelhardt die Direktion und blieb es auch noch die ersten drei Jahre nach dem Umzug in das neue Theater im Jahr 1825. Nunmehr stellte sich jedoch heraus, dass das alte Komödienhaus doch nicht verkauft werden konnte, da ein Keller im Gebäude Eigentum eines Hauseigentümers aus der Krämerstraße war, der diesen nicht aufgeben wollte. Daraufhin wurden zwei Schulhäuser in der Ursulinerstraße verkauft und am 7. Dezember 1829 in das alte Komödienhaus verlegt, welches fortan als Elementarschule diente.
Schließlich musste das ehemalige Komödienhaus im Jahr 1902 doch noch für den Bau eines neuen Verwaltungsgebäudes endgültig abgerissen werden.

## Architektur
Das Komödienhaus gehörte zu Couvens Umgestaltung des ehemaligen Kernbereichs der karolingischen Residenz in einen Platz barocken Stils. Gemäß seinen Plänen für den Umbau der Tuchhalle wurden nur neue Fensterachsen mit Keilstein im Stichbogen angebracht und das Mansarddach an der Außenfront verändert. Das hohe Mansarddach verband das nördlich anschließende Gerichtsgebäude mit dem Komödienhaus, in welches von der Theatergalerie aus eine Treppe hineinführte, da im Obergeschoss der alten „Acht“ die Garderoben eingerichtet worden waren.
Das zweigeschossige Gebäude vom Typus eines italienischen Logentheaters des 17. Jahrhunderts bestand aus dem Parterre, den Parterre- und Balkonlogen und den Galerien mit insgesamt etwa 560 Plätzen. Das Untergeschoss öffnete sich in eine Bogenhalle, über dessen Gewölben der Zuschauerraum der ersten Etage angeordnet war. Der Einbau einer tonnenförmigen Decke war in das Mansarddach erfolgt, welches von einem Tambour gekrönt wurde.
Eine korinthische Ordnung gliederte den Bühnenprospekt. Zwei allegorische Figuren wurden auf das Gebälk platziert. Über der Bühne schwebte im Scheitel das Granuswappen der Stadt Aachen. Girlanden, Kartuschen und Vasen zierten die Brüstungsfelder.
Mit der malerischen Ausgestaltung des Vorhangs wurde Johann Baptist Joseph Bastiné betraut, dessen Wohnung sich im Erdgeschoss direkt neben dem Saal, in dem die Dekorationen bemalt wurden, befand.
Auf dem Katschhof durften zu jener Zeit keine Wagen fahren und sie hielten daher jeweils auf dem Marktplatz. Der Zugang zum Komödienhaus führte von dort in Form eines bedeckten Ganges durch den Marktturm.